# NGC 5278
NGC 5278 je spiralna galaktika u zviježđu Velikom medvjedu. U međudjelovanju je sa susjednom galaktikom NGC 5279.

## Vanjske poveznice
- (engl.) SEDS: NGC 5278
- (engl.) Revidirani Novi opći katalog
- (engl.) Izvangalaktička baza podataka NASA-e i IPAC-a
- (engl.) Astronomska baza podataka SIMBAD
- (engl.) VizieR